# Idaea eugeniata
Idaea eugeniata är en fjärilsart som beskrevs av Pierre Millière 1872. Idaea eugeniata ingår i släktet Idaea och familjen mätare. Inga underarter finns listade i Catalogue of Life.